# 約翰·雅各布·阿斯特
约翰·雅各布·阿斯特（英語：John Jacob Astor；1763年7月17日—1848年3月29日），德裔美国商人、投资者，阿斯特家族的发迹人物，美国第一批百万富翁之一，也是美国第一个托拉斯的创始人。
在美国独立战争后，他移居美国，建立了一个横跨大湖区、加拿大的毛皮贸易帝国，后来更扩张到美国西岸。他亦曾走私过鸦片。在19世纪初开始，他在纽约市投资地产，晚年成为了知名的艺术家赞助人。

## 生平

### 早年
阿斯特的祖先是来自薩伏依的瓦勒度派信徒，而他本人也是终生的归正会信徒。他生于德國南部普法尔茨靠近海德堡的瓦尔多夫（1803年并入巴登大公国，今巴登－符腾堡州莱茵-内卡尔县）。他的父亲约翰·雅各布·阿斯特（1724年7月7日 - 1816年4月18日）从事屠宰行业。阿斯特起初为父亲推销乳制品。1779年他时年16岁时随家人移居英国伦敦，帮长兄乔治·阿斯特（George Astor）制乐器。1784年3月，阿斯特来到刚刚独立的美国。在18世纪80年代末，他开始在纽约从印第安人手中收购皮毛。他还担任兄弟的乐器行在纽约的代理。
1785年9月19日，阿斯特娶萨拉·托德（Sarah Todd）为妻。托德的家境并不富裕，嫁妆只值300美金，然而她节俭、有商业头脑（阿斯特甚至说，她胜过大部分商人），并能辅助丈夫。

### 从事皮毛贸易
阿斯特从1794年英国同美国签署的松鸦条约（Jay Treaty）中占得了便宜，因为条约向美国商人开放了加拿大与大湖区的市场。不久后，他在伦敦与蒙特利尔及魁北克西北公司（Northwest Company of Montreal and Quebec，后为加拿大西北毛皮贸易巨头）签署了合约。他在纽约收购蒙特利尔的毛皮，并船运到欧洲各地。踏入19世纪时，他已积累了价值2500万美元的财富，是毛皮贸易的领军人物之一。1800年，阿斯特开始在广东人手中收购毛皮、茶叶与檀香，从中获取了巨额利润。
1807年，美国国会通过了禁运法案（Embargo Act），该法案极大地打击了进出口业。在总统托马斯·杰斐逊的要求下，阿斯特在1808年4月6日创立了美国毛皮公司（American Fur Company）。后来，他又成立了几间分公司：太平洋毛皮公司（Pacific Fur Company）、西南皮毛公司（Southwest Fur Company，加拿大商人持有该公司一部分股份），以控制哥伦比亚河、大湖区的皮毛贸易。
阿斯特在哥伦比亚河建立了贸易站，阿斯托里亚堡（Fort Astoria，建于1811年4月），这是美国西岸第一个聚居区。他赞助了1810-1812年间的阿斯特远征（Astor Expedition）。是次远征经贯串洛基山脉的俄勒冈径（Oregon Trail）、加利福尼亚径（California Trail）与摩门径（Mormon Trail），最终抵达怀俄明州的South Pass。
1812年战争爆发后，英军占领了阿斯特的贸易站，他的生意被迫中断。1816年他加入到走私鸦片的活动中。美国毛皮公司在土耳其购入10顿鸦片，用走私船马其顿号（Macedonian）运到大清广州，再将其卖出。后来阿斯特退出鸦片贸易，将余下的鸦片都卖到英格兰。1817年，国会通过了一项保护主义法案，排挤美国境内的外国商人，阿斯特重操旧业。美国皮草公司成为了大湖区皮草贸易的霸主。1822年，阿斯特在密歇根州麥基諾岛兴建了阿斯特宫（Astor House），将这个岛变为毛皮贸易的枢纽。传记作家华盛顿·欧文在传记《阿斯特》中写道：“阿斯特的业务遍及全球，商船纵横四海。”
1804年，阿斯特从副总统阿龙·伯尔处买得了曼哈顿岛99年的使用权（伯尔当时急需现金周转）。阿斯特随后将土地分为250块，并出租它们。承租人可以租凭任意地段，租约为期21年，期满可续租，否则归还土地。

### 晚年
19世纪30年代末，阿斯特预见到纽约将成为世界性的都会之一。他退出皮毛生意，全力买入曼哈顿的土地，购入土地之广，甚至超出了现时城界（City limits）。阿斯特绝少在土地上兴筑，因为承租人代他在上面大兴土木。退休后阿斯特开始赞助文化事业，曾受他赞助的有鳥類學家约翰·詹姆斯·奥杜邦、诗人爱伦·坡。

### 遗愿
1848年，阿斯特去世时，是全美首富，遗产至少值2000万美元，占当时美国国民生产总值1/107。在2006年的福布斯“有史以来最富有的美国人”排行榜中，阿斯特以1101亿美元（估计）位列第四。
按照他的遗愿，后人在纽约市耗资40万建立了面向公众的阿斯特图书馆（Astor Library，后与其他图书馆合并为纽约公共图书馆），另拨5万美元在他的故乡沃尔道夫建立济贫所、孤儿院。济贫所Astorhaus现已改为博物馆，展示与阿斯特有关的事物。最后他希望捐出3万美元，赞助哥伦比亚大学德国文学教授。然而因为院长人事变动，他这个遗愿没有成真。
阿斯特将大部分遗产留给次子，老威廉·巴克豪斯·阿斯特。至于有精神问题的长子，约翰·雅各布二世（John Jacob II），继承了足够让他渡过余生的遗产。阿斯特葬于纽约市曼哈顿区三一教堂墓地（Trinity Churchyard Cemetery）。小说家赫尔曼·梅尔维尔（Herman Melville）在他的小说錄事巴托比（Bartleby, the Scrivener）中，把阿斯特视为纽约财富的象征。
纽约公共图书馆入口的两尊雄狮雕像，起初分别名为阿斯特狮子（Leo Astor）与莱诺克斯狮子（Leo Lenox），后者名从建立图书馆的藏书家詹姆斯·莱诺克斯（James Lenox）。后来两尊雄狮雕像被分别更名为阿斯特勋爵（Lord Astor）与莱诺克斯夫人（Lady Lenox）。最后在大萧条期间，市长菲奥雷洛·亨利·拉瓜迪亚再次为两尊雄狮更名，分别改为忍耐（Patience）与坚韧（Fortitude）。
1908年，为纪念阿斯特及其家族，一个在瓦尔多夫建立的足球会名为斯特沃爾多夫足球俱樂部（FC Astoria Walldorf）。

## 注脚
1. 1 2  .   [2012-03-19]. （原始内容存档于2019-06-21）.
2. ↑  Klepper, Michael, Gunther, Michael, The Wealthy 100: From Benjamin Franklin to Bill Gates—A Ranking of the Richest Americans, Past and Present, 1996, Secaucus, New Jersey: Carol Publishing Group.
3. ↑  James Parton, Life of John Jacob Astor: To which is appended a Copy of his last will, The American News Company, 1865.
4. ↑  Herbert C. Ebeling, Johann Jakob Astor zum 150, Todestag, 1998.
5. 1 2  Herbert C. Ebeling, Johann Jakob Astor - Ein Lebensbild.
6. ↑  .   [2008-08-13]. （原始内容存档于2015-11-25）.
7. ↑  The richest Americans 3 FORTUNE 的存檔，存档日期2009-09-17.
8. ↑  Warum heißen die so? Heute: FC Astoria Walldorf 的存檔，存档日期2014-01-22.